# Berliner Rieselfelder

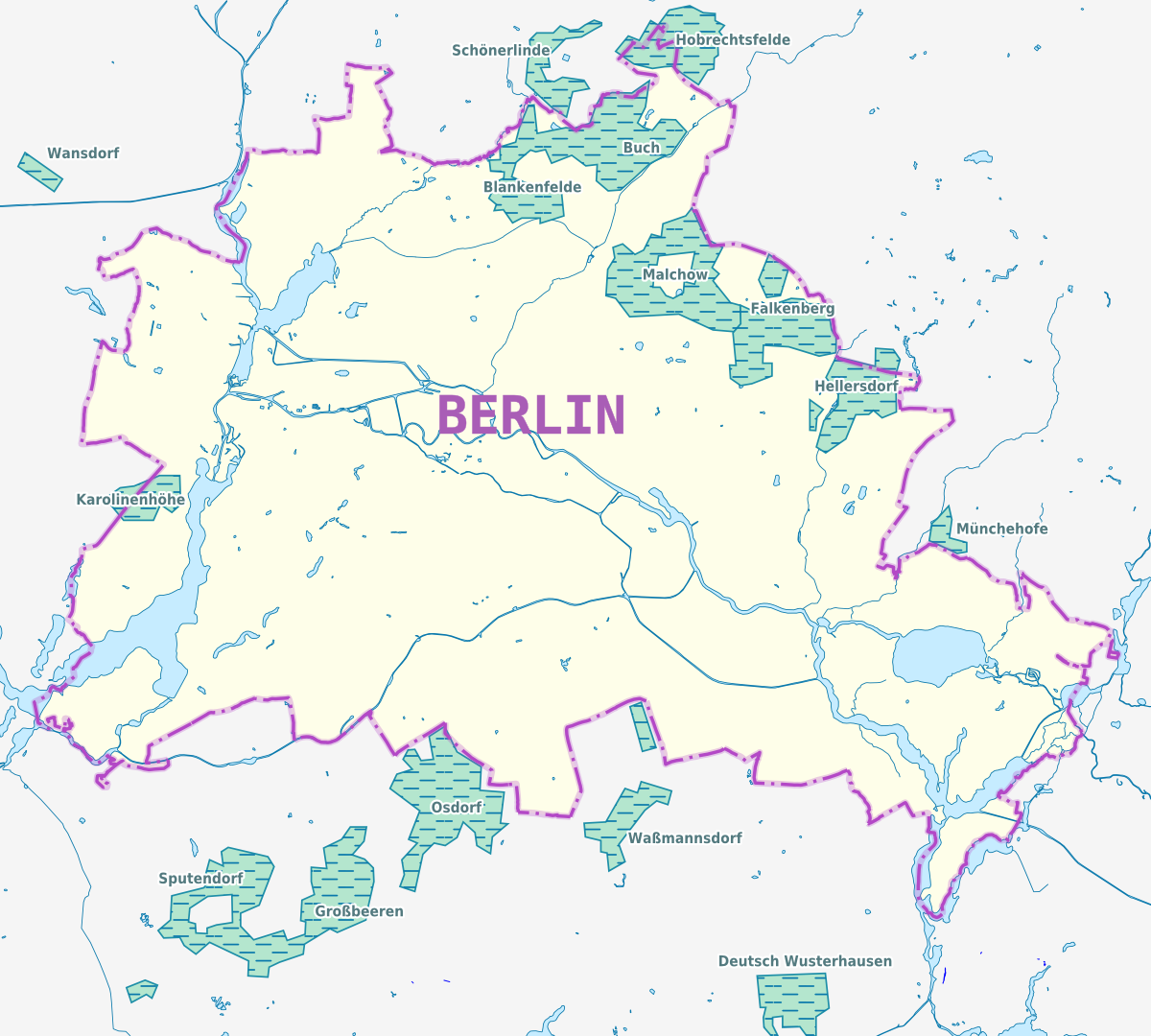
Karte der Rieselfelder in und um Berlin (in den Grenzen von heute)

Die Berliner Rieselfelder sind Ende des 19. Jahrhunderts nach einer Idee von James Hobrecht rings um Berlin  angelegte Flächen zur Reinigung der Abwässer Berlins. Weitere Rieselfelder wurden von den damals noch selbstständigen Gemeinden angelegt, unter anderem von Charlottenburg (in Karolinenhöhe), Spandau (in Wansdorf) und Schöneberg (in Deutsch Wusterhausen). Einige befinden sich heute auf Berliner Stadtgebiet, einige im Umland, alle sind nicht mehr in Betrieb. Während 1928 rund 10.000 Hektar zur Abwasserreinigung genutzt wurden, waren es im Jahr 1992 nur noch 1.250 Hektar. Die Rieselfelder stellen wegen der Belastung durch Schwermetalle ein erhebliches Altlastenproblem dar; ihre Aufgabe wurde mittlerweile durch Klärwerke übernommen.

## Funktionsweise

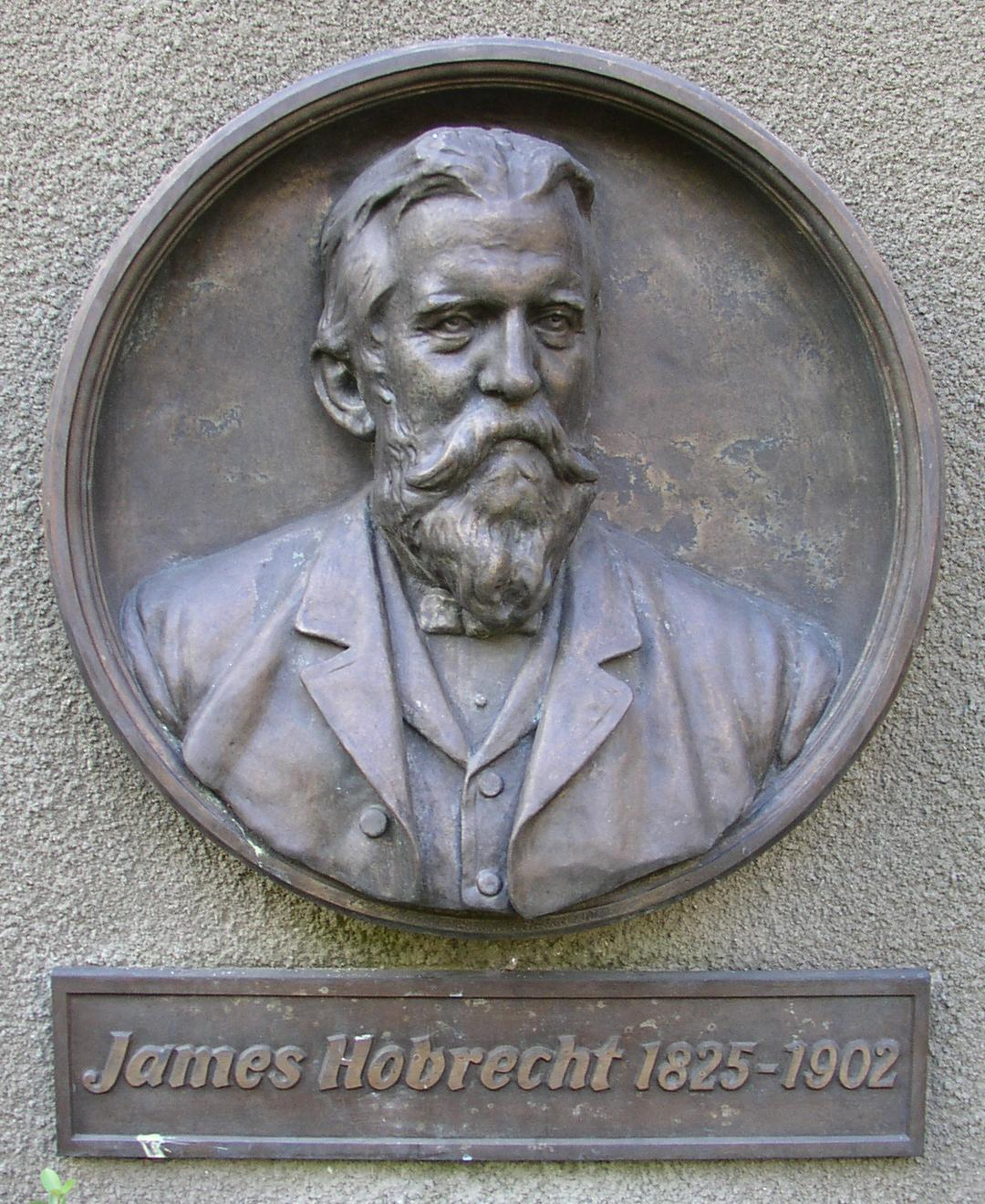
Gedenktafel für James Hobrecht in Hobrechtsfelde

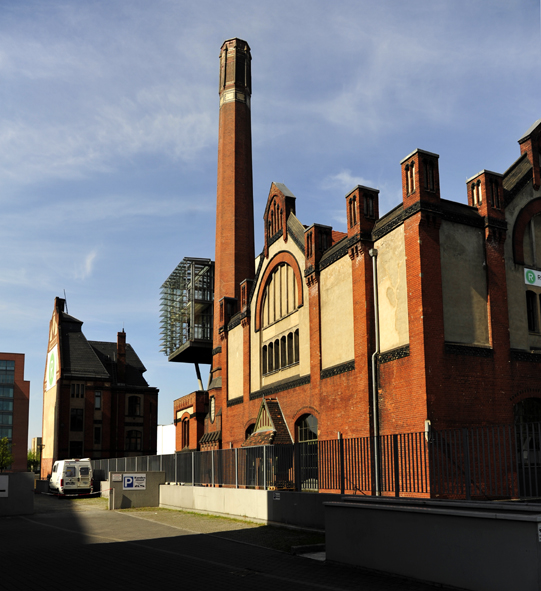
Radialsystem V, Berliner Kanalisation, Holzmarktstraße 33

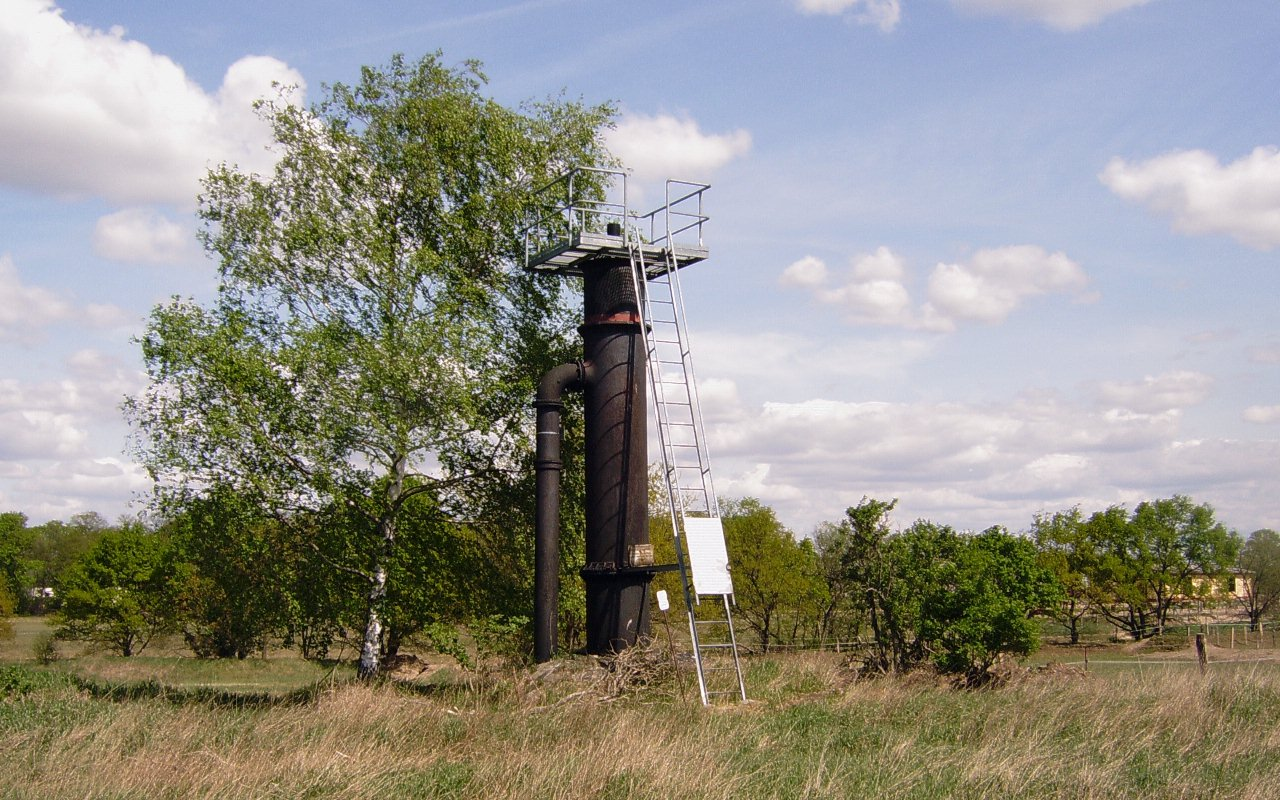
Standrohr im Rieselfeld Sputendorf

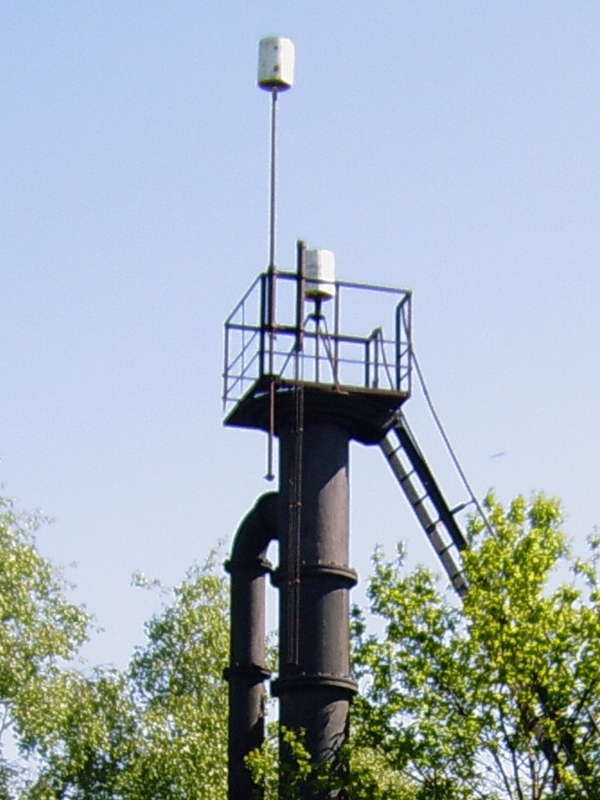
Rieselfeld Boddinsfelde, Durchflussmarkierung vom Standrohr

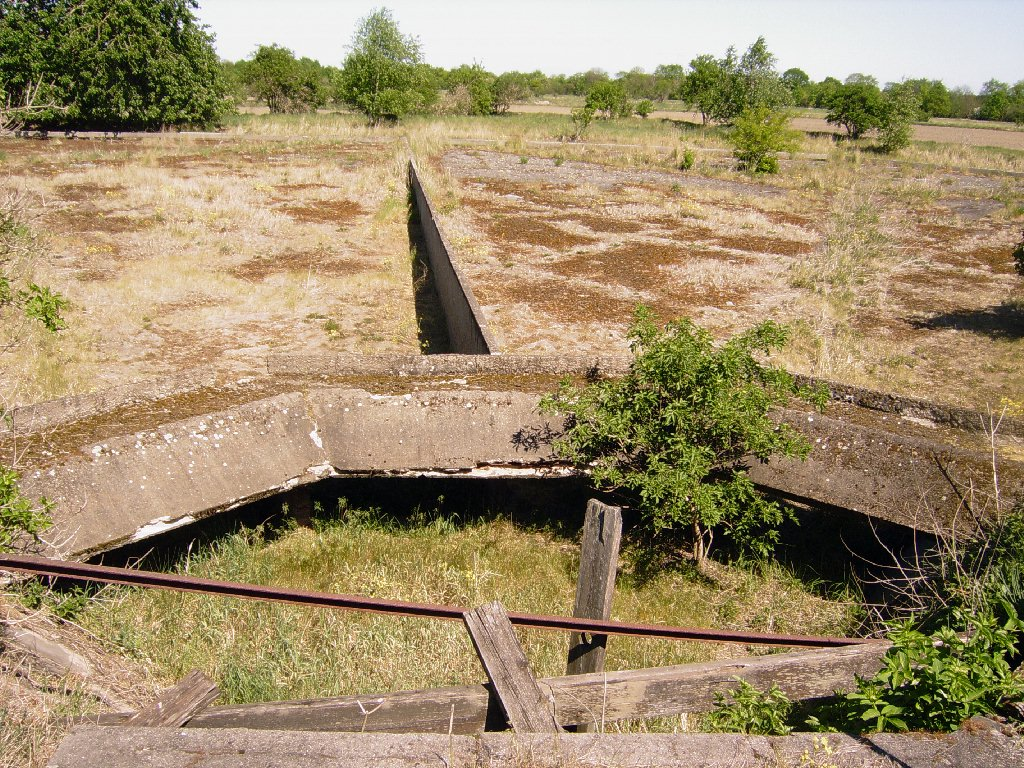
Absetzbecken im Rieselfeld Boddinsfelde

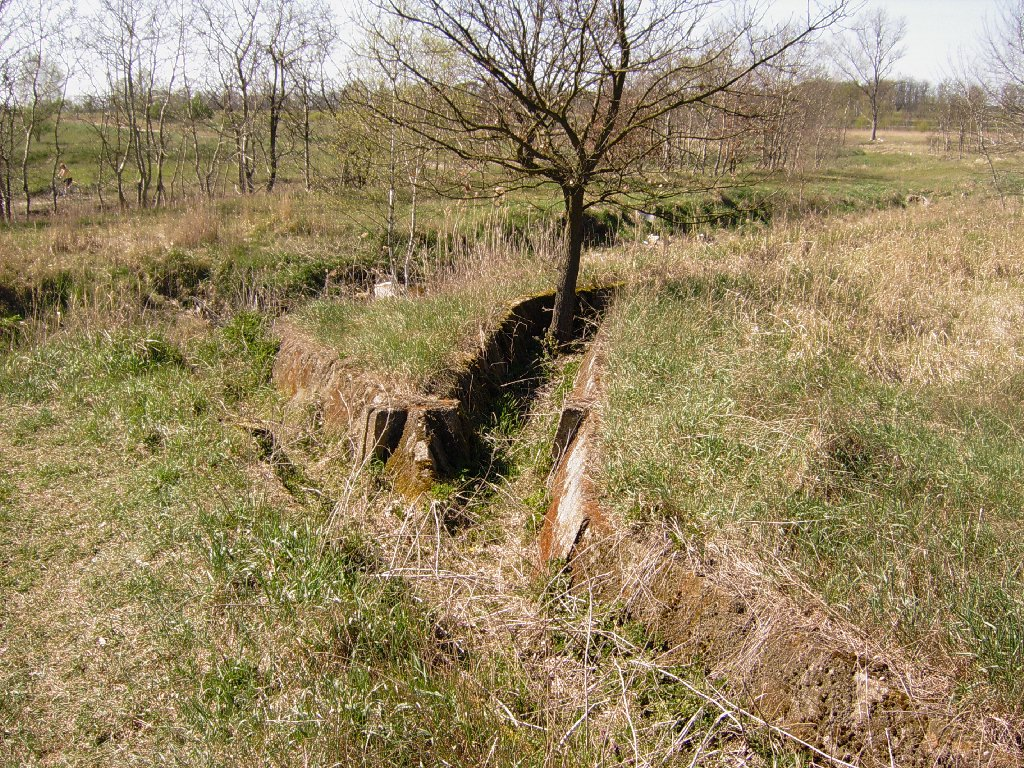
Graben im Rieselfeld Großbeeren

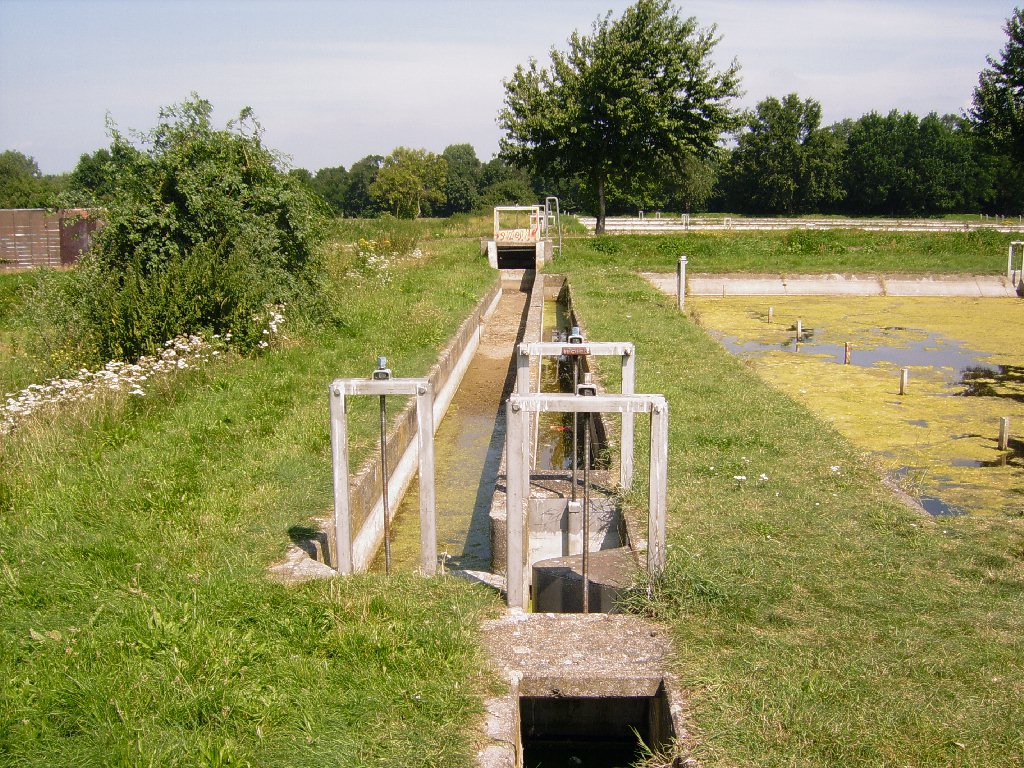
Verteilersystem im Rieselfeld Karolinenhöhe

James Hobrecht ließ für das damalige Berliner Stadtgebiet insgesamt zwölf Radialsysteme anlegen, die jeweils über ein eigenes Pumpwerk mit häuslichem, gewerblichem und industriellem Schmutzwasser und Niederschlagswasser beschickt wurden. Von den Pumpwerken wurde das Abwasser über mehrere Kilometer lange Druckrohrleitungen mit einem Durchmesser von bis zu 1,2 Metern zu den Rieselfeldern gepumpt. Am Ende der Leitungen befindet sich das Standrohr, das als Druckmesser für die Druckleitung diente. Anhand zweier Markierungen am oberen Ende des Standrohres, die im Idealfall auf gleicher Höhe stehen sollten, regulierte der Rieselfeldwärter die Menge des auslaufenden Abwassers. Das Standrohr diente gleichzeitig auch als Sicherheitsventil für die Druckleitung. Sollte der Rieselfeldwärter weniger Abwasser auf die Rieselfelder leiten als in die Leitung gepumpt wird, läuft das Abwasser durch das oben offene Standrohr aus.
Vom Druckrohr gelangten die Abwässer in Absetzbecken, die entweder in Beton- oder Erdbauweise errichtet wurden. Dabei lagern sich die Sinkstoffe als Sedimente am Boden ab, von wo sie regelmäßig auf Schlammtrockenplätze weitergeleitet werden. Das somit mechanisch gereinigte Wasser fließt dann dem natürlichen Gefälle folgend auf die in sogenannte „Rieselstücke“ eingeteilten Rieselfelder. Die Rieselstücke umfassen jeweils rund 0,25 Hektar und sind als Hangstücke oder als Horizontalstücke angelegt. Bei den Hangstücken befindet sich der offene Zulauf oberhalb des hangartig angelegten Rieselfeldes, das dann über einen unterhalb des Feldes liegenden Vorflutgraben entwässert wird. Bei Horizontalstücken erfolgt die Berieselung entweder als Staurieselung, bei der die Rieselstücke ganz unter Wasser gesetzt werden, oder als Beetrieselung, bei der die Berieselung über parallel im Abstand von einem Meter angelegte Längsgräben erfolgt. Die eigentlichen Rieseltafeln sind teilweise von Wildrieselflächen umgeben, in denen bei Überlastung der Rieselfelder unvorbehandelte Abwässer direkt auf Naturflächen geleitet wurden.

## Geschichte
In Berlin ließ erstmals der Bürgermeister Johann von Blankenfelde im Jahr 1572 Wasserleitungen anlegen, um die hygienische Situation in der häufig von Pestepidemien geplagten Stadt zu verbessern. Noch bis zur Zeit der Reichsgründung von 1871, als in Berlin rund eine Million Einwohner lebten, war die Situation der Abwasserentsorgung jedoch extrem unzureichend; die Mehrzahl der Toiletten waren reine „Plumpsklos“ ohne Zugang zu den Wasserleitungen der Stadt. In der gesamten Stadt existierten lediglich 16.000 Wassertoiletten, die zumeist nur in die Rinnsteine der Straßen oder direkt in die Flüsse entwässert wurden. 1862 gab es nur 2.349 Hauptanschlüsse an das Rohrleitungsnetz der Berliner Wasserwerke. Entsprechend hoch war die Verbreitung von Typhus und Cholera. 1868 wies der renommierte Arzt Rudolf Virchow in einem Gutachten auf die dringende Notwendigkeit einer Kanalisation für Berlin hin, und die Steuerung des bislang ungeregelten Wachstums der Stadt durch Bebauungspläne bot die Möglichkeit, auch die Be- und Entwässerung der Haushalte zu verbessern.

Die Charlottenburger Rieselfelder in Gatow sowie die Kanalisation der Stadt um 1900

James Hobrecht hatte 1862 mit seinem Hobrecht-Plan den ersten Bebauungsplan vorgelegt. Dieser Plan stellte auch abwassertechnisch eine Verbesserung gegenüber dem Plan seines Vorgängers Wiebe dar, der noch vorsah, die Abwässer direkt in die Spree zu leiten. Die Anlage der Rieselfelder wurde einer Baukommission unter Leitung Hobrechts und Virchows übertragen. Erste Berieselungsversuche erfolgten 1871 und 1872 auf dem Tempelhofer Feld. 1874 gab der Berliner Polizeipräsident einen Erlass heraus, wonach alle Berliner Haushalte an die Kanalisation anzuschließen seien. In der Folge wurde eine Reihe von Gütern im Umfeld der Stadt angekauft, die sogenannten Stadtgüter. Als eigenständige Gemeinde kaufte Charlottenburg im Jahr 1886 Ländereien in den Gemarkungen Gatow, Seeburg, Spandau, Staaken und Groß Glienicke, die später das Rieselfeld Carolinenhöhe bildeten.
Das erste von 20 Großrieselfeldern entstand dann 1876 in Osdorf, das damals im Süden rund zehn Kilometer vor den Toren der Stadt lag und heute unmittelbar außerhalb der Stadtgrenze liegt. Es folgten Rieselfelder im Nordosten: 1884 in Falkenberg (heute ein Ortsteil des Berliner Bezirks Lichtenberg), 1886 in Hellersdorf und Malchow. 1887 waren 1,15 Millionen Berliner an das Rieselfeldsystem angeschlossen, das 42 Millionen m³ Abwässer pro Jahr bewältigte. Die Rate der Typhustoten, die Anfang der 1870er Jahre noch bei über zehn Toten pro 10.000 Einwohner lag, war unterdessen auf unter drei pro 10.000 gesunken. 1890 folgten dann weitere Rieselfelder auf der Karolinenhöhe (bei Gatow), in Blankenfelde (beides heute Ortsteile in Berlin), in Sputendorf (heute zu Stahnsdorf), in Kleinziethen und in Waßmannsdorf (heute beide Ortsteile von Schönefeld). 1893 folgten Rieselfelder in Schönerlinde (heute zu Wandlitz) und Großbeeren. Damit standen 5.595 Hektar Rieselflächen zur Verfügung; 144 Kilometer unterirdische Kanäle und 584 Kilometer Rohrleitungen waren bis dahin verlegt worden. Der größte Rieselfelderkomplex entstand dann 1898 in Buch und dem benachbarten, nach James Hobrecht benannten, Hobrechtsfelde, wo zusammen 37 Millionen m³ Abwässer im Jahr gereinigt wurden. Bis zum Ersten Weltkrieg folgten dann noch weitere Anlagen in Großziethen (1902), Deutsch Wusterhausen (1903), Boddinsfelde (1905), Münchehofe (1907), Tasdorf (1910), Mühlenbeck (1910) und als 20. und letztes Rieselfeld Wansdorf (1912).
Für das Strafgefängnis Plötzensee (heute Teil der Justizvollzugsanstalt Plötzensee) wurde in den 1870er Jahren ein rund zwei Hektar eigenes Rieselfeld angelegt, das sich rund 150 Meter nordwestlich des Gefängnisses befand. Die Abwässer gelangten von den Gebäuden zunächst in einen Sammelbehälter unter dem Maschinenhaus, wo sie grob mechanisch vorgereinigt und dann zum Rieselfeld gepumpt wurden. Das Rieselfeld war 1881 an eine Gärtnerei verpachtet. Eine Vergrößerung auf sechs Hektar war vorgesehen. Die Nutzung nach 1881 und der Zeitpunkt der Außerbetriebnahme sind nicht bekannt.
Die Irrenanstalt zu Dalldorf (heute: Karl-Bonhoeffer-Nervenklinik) besaß ebenfalls ein eigenes Rieselfeld auf der Westseite des Krankenhausgeländes, das bis in die 1920er Jahre genutzt wurde.
Im Jahr 1920 wurde das Berliner Stadtgebiet durch die Eingemeindung einer Vielzahl umliegender Städte und Gemeinden zu Groß-Berlin erweitert. Mit der Übernahme der kommunalen Betriebe gelangten auch die jeweiligen Rieselfelder in den Besitz Berlins. Damit war die Stadt Berlin im Besitz von 14.364 Hektar Rieselgütern, von denen 8.563 Hektar der eigentlichen Berieselung dienten. Zwar wurden zunehmend auch Kläranlagen gebaut, um die Rieselfelder zu entlasten – 1906 wurde in Stahnsdorf bei Potsdam eine biologische Tropfkörper-Kläranlage von der Stadt Wilmersdorf errichtet –, doch angesichts einer Abwassermenge von 182 Millionen m³ im Jahr 1927 und 237 Millionen m³ im Jahr 1935 (die Einwohnerzahl Berlins war, auch durch die Eingemeindungen von 1920, auf über vier Millionen gestiegen) blieben die Rieselfelder das maßgebliche Instrument zur Bewältigung des Abwasserproblems.

## Stadtgüter
Bereits bei der Planung des Radialsystems war die landwirtschaftliche Nutzung der Rieselfelder vorgesehen, und es wurden Stadtgüter zur Bewirtschaftung gegründet. Das Abwasser enthält einen hohen Anteil organischer Schwebestoffe, die bis ins 20. Jahrhundert als Düngemittel verwendet wurden. Neben Gemüse wurde auch Gras zur Versorgung der eigenen Tierzucht angebaut. Die Berieselung erfolgte in Rhythmen, die den Zyklen der entsprechenden Kulturen angepasst wurden, das heißt Felder für Grünland wurden 4- bis 8-mal jährlich mit Abwässern überflutet, während Ackerfelder (Wintergetreide) einmal pro Jahr mit Abwässern beschickt wurden. An den Wegen wurden zudem Obstbäume gepflanzt. 1890 wurden die ersten Teiche zur Fischzucht angelegt, die mit dem gereinigten Wasser gespeist wurden. Es gab zudem weitere Nebenbetriebe wie Brennereien, eine Schlächterei (Hobrechtsfelde), ein Sägewerk (Hobrechtsfelde), eine Mühle (Großbeeren) und einen Milchwirtschaftsbetrieb (Weißensee). Zum Transport der Ernte zu den Stadtgütern waren kleine Feldbahnen verlegt worden, auf denen von Pferden gezogene Loren genutzt wurden. Seit den 1920er Jahren wurden auch Bettler, Prostituierte, Obdachlose und Strafgefangene in den Rieselfeldern untergebracht, die dort Zwangsarbeiten zu verrichten hatten. Seit dieser Zeit machte sich auch die „Rieselmüdigkeit“ bemerkbar, d. h. die anfangs hohen landwirtschaftlichen Erträge der Rieselgüter ließen deutlich nach, was auf die wegen der hohen Abwassermengen dicht aufeinanderfolgenden Berieselungszyklen zurückzuführen war, die zum einen die Belastung des Bodens mit Schadstoffen erhöhten, zum anderen zu einer mangelhaften Belüftung der Böden führten. Man versuchte dem durch Kalkung und Aufbringung von Stallmist beizukommen.

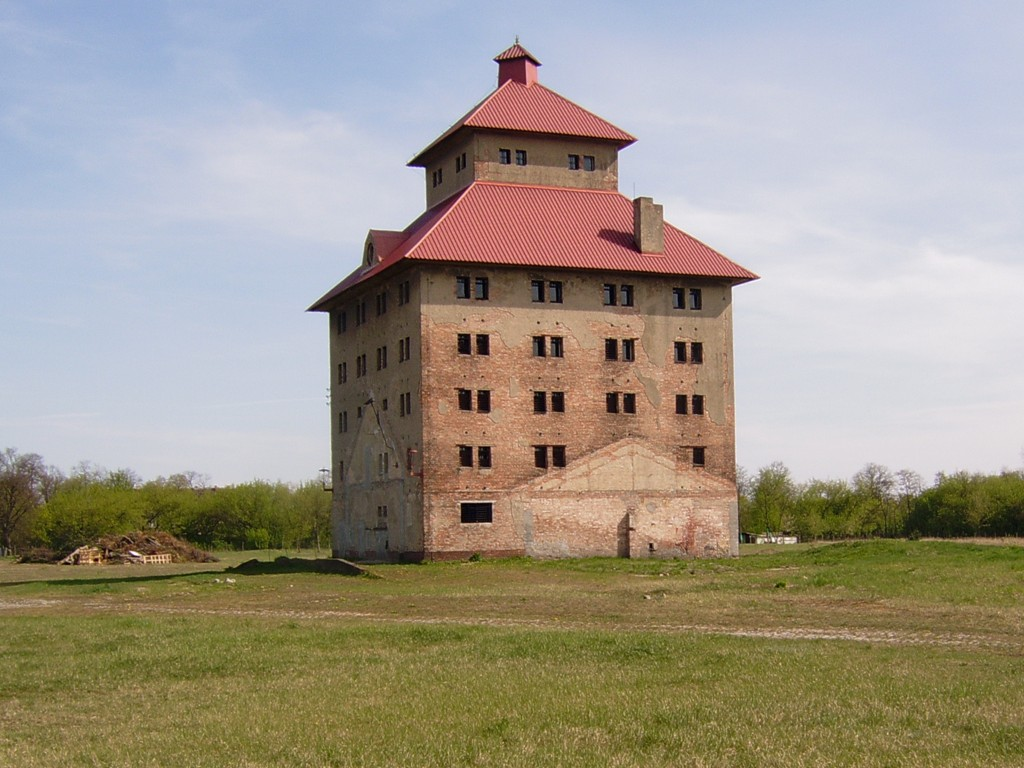
Speicher des Rieselguts Hobrechtsfelde
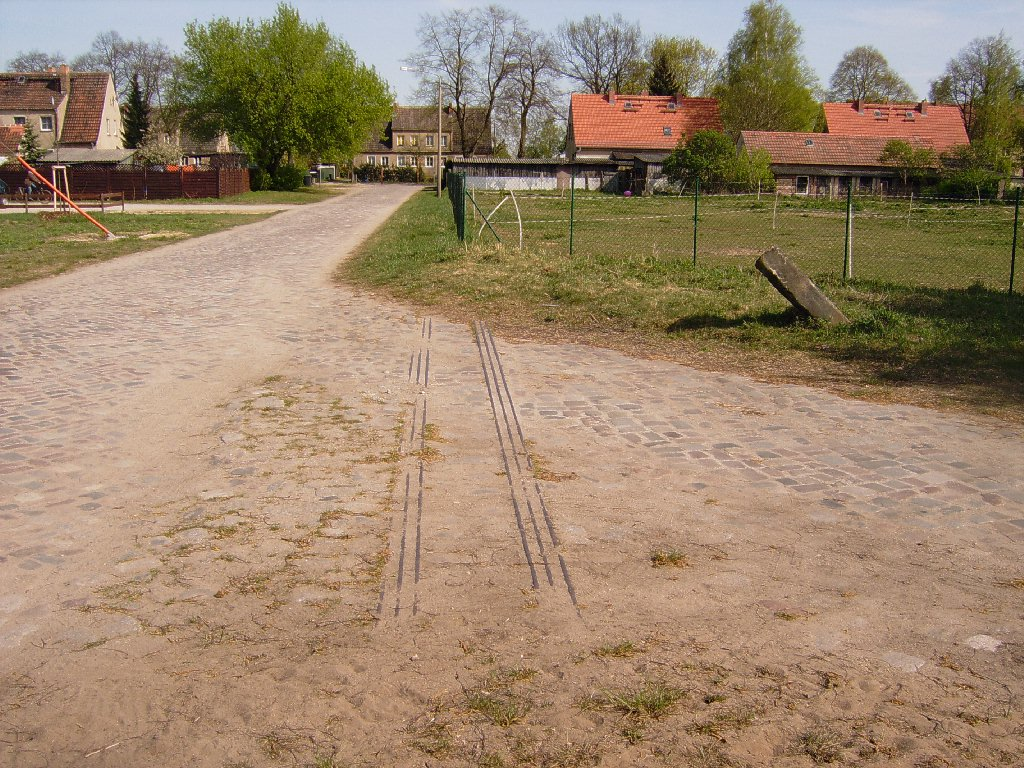
Reste der Transportbahn des Rieselguts Hobrechtsfelde
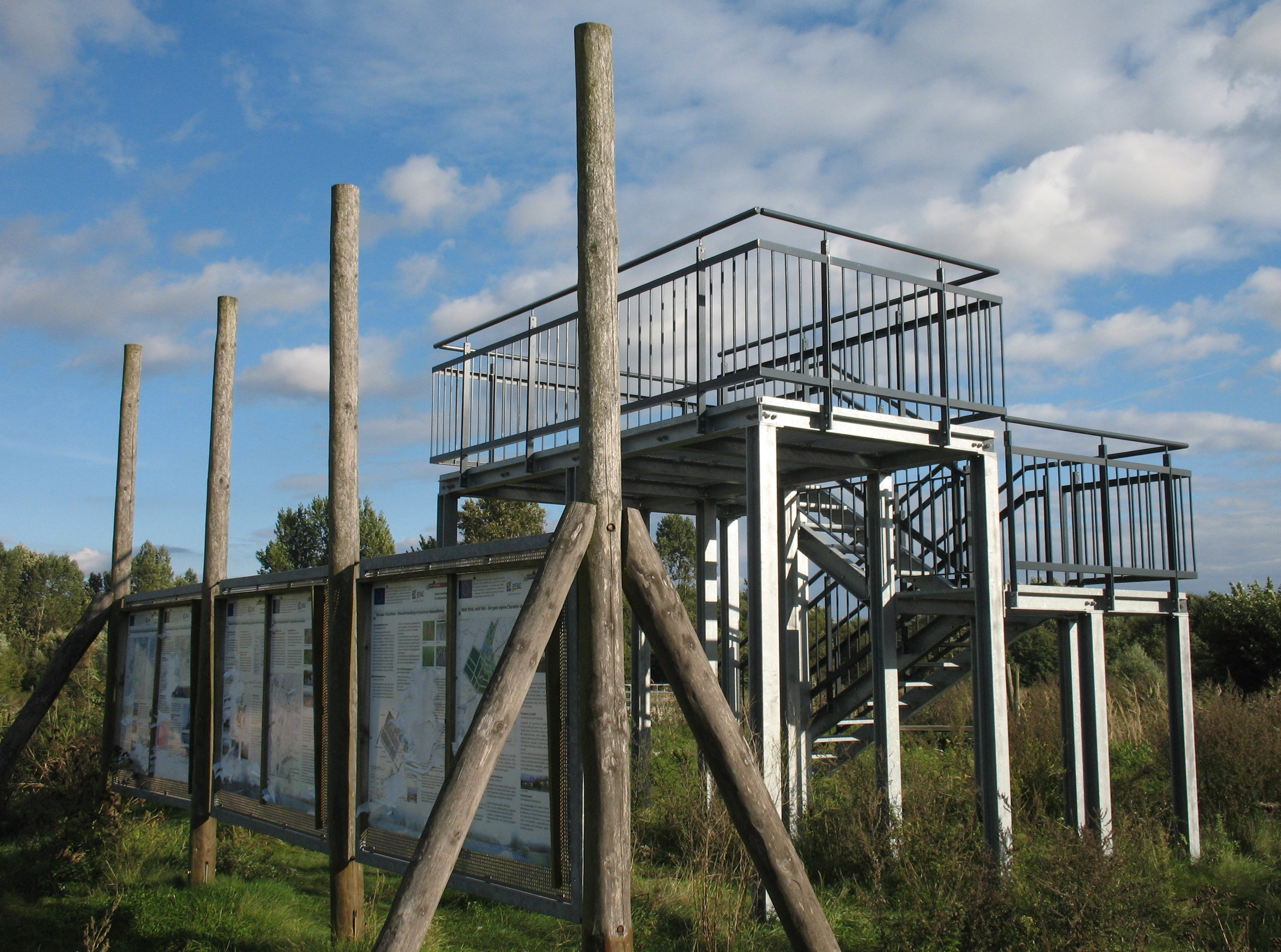
Aussichtspunkt in den Rieselfeldern in Hobrechtsfelde
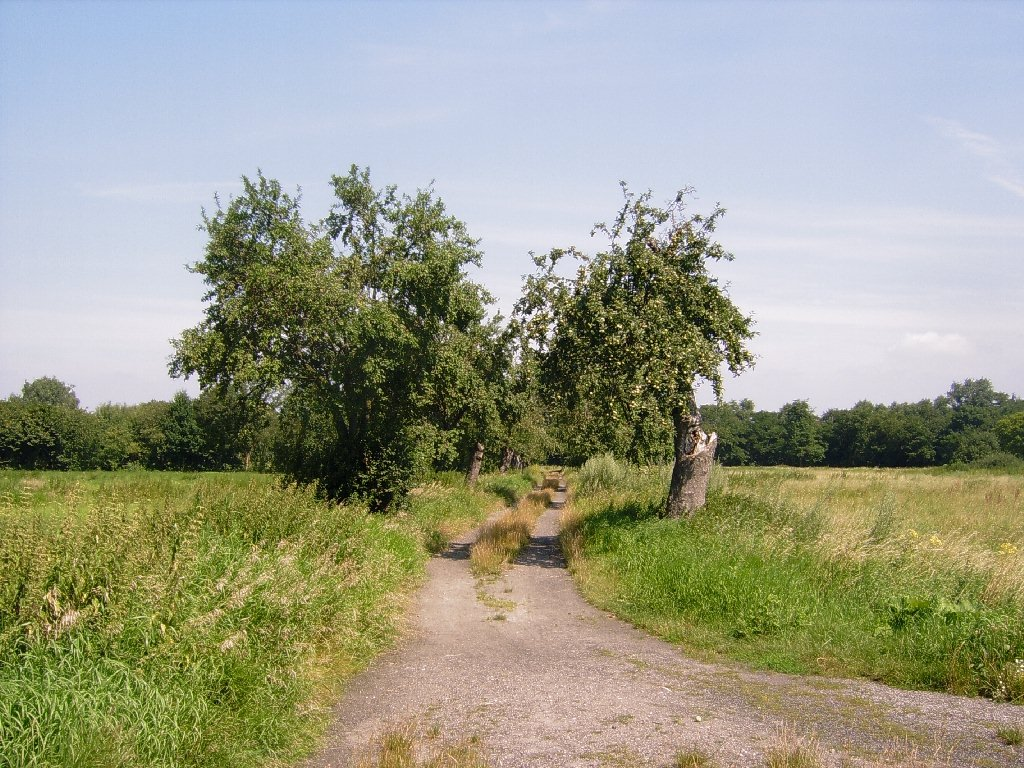
Rieselfeld Karolinenhöhe Obstbäume
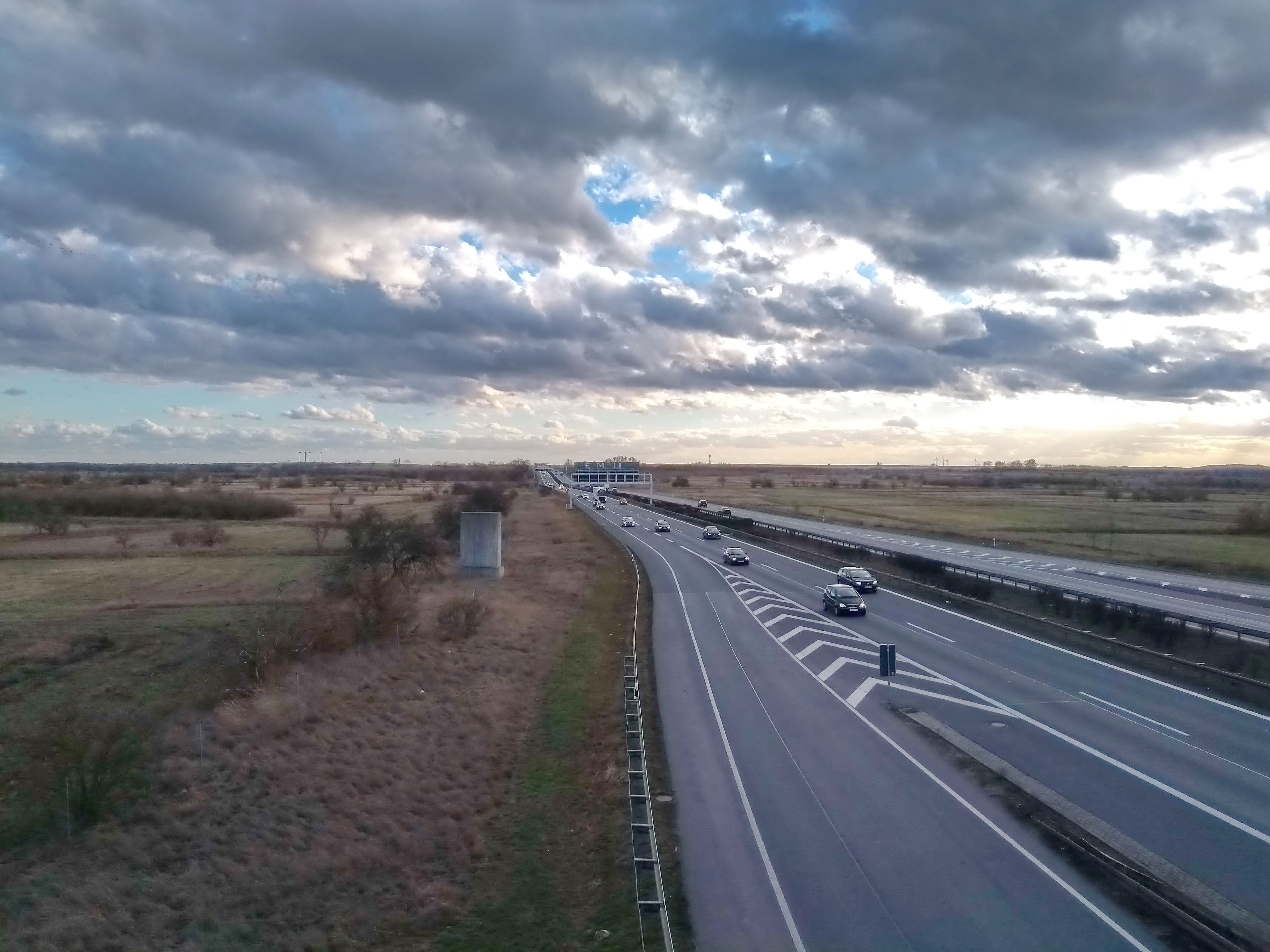
Rieselfelder des Stadtgutes Deutsch Wusterhausen beiderseits der A 13 südlich des Schönefelder Kreuzes

## Entwicklung nach 1945
Die Teilung Deutschlands und Berlins nach dem Zweiten Weltkrieg änderte zunächst an der Bewirtschaftung der Berliner Rieselfelder wenig. In West-Berlin standen zwar lediglich die Gatower Rieselfelder noch zur Verfügung, die von den Berliner Wasserbetrieben genutzt wurden, doch selbst nach dem Mauerbau 1961 wurden die Rieselfelder des Berliner Umlandes, im Süden von der Wasserversorgung und Abwasserbehandlung (WAB) Potsdam betrieben, zur Reinigung auch der West-Berliner Abwässer genutzt, während Ost-Berlin seine Abwässer hauptsächlich auf die Rieselfelder der WAB Ost-Berlin im Norden und Osten leitete.
Ein Rückbau der Rieselfelder erfolgte bis in die 1960er Jahre lediglich lokal in geringem Umfang, vor allem an der Grenze zu West-Berlin oder bei Straßenbaumaßnahmen. Ab 1968 wurden erste komplette Rieselfelder für die aktive Nutzung stillgelegt, zunächst die Felder in Mahlsdorf, Falkenberg und Hellersdorf, in deren Nähe zur selben Zeit die großen Plattenbausiedlungen Ost-Berlins errichtet wurden. Die Aufgabe dieser Felder wurde vom 1969 errichteten Klärwerk Falkenberg übernommen. In West-Berlin entstand bereits 1963 auf dem Gelände der in Konkurs gegangenen Trabrennbahn Ruhleben ein Klärwerk, sodass auch die Gatower Rieselfelder in der Folge verkleinert wurden. 1974 wurde in Marienfelde am Schichauweg 56/58 ein weiteres Klärwerk errichtet und daraufhin das Osdorfer Rieselfeld stillgelegt. Im Osten schließlich entstand ein Klärwerk in Münchehofe, das die Rieselfelder in Münchehofe und Tasdorf obsolet machte. Die verbleibenden Felder wurden dagegen mit Intensivfilterflächen ausgestattet. So konnten auf den 1133 Hektar des Rieselfeldes in Buch ab 1967 bis zu 10.000 mm/Jahr an Abwässern verarbeitet werden. Ende der 1970er Jahre wurde dann die komplette Aufgabe der Rieselfelder und der weitere Ausbau der Klärwerke beschlossen. Die Klärwerke Stahnsdorf und Waßmannsdorf wurden erweitert, ein neues Werk (Kläranlage Berlin-Nord) wurde ab 1983 in Schönerlinde gebaut und als RGW-Projekt beworben. Die erste Ausbaustufe wurde 1985 in Betrieb genommen und mit diesem Zeitpunkt die Berieselung der Rieselfelder im Berliner Norden eingestellt. Die Inbetriebnahme der Gesamtanlage mit einer Klärkapazität von 250.000 m³/Tag erfolgte 1987.

## Die Rieselfelder aktuell
Die zunehmende Beachtung der Umweltgefahren seit Anfang der 1980er Jahre machte dann auch die mit den Rieselfeldern verbundenen Verschmutzungsprobleme immer deutlicher. So wurde 1985 auf den Gatower Rieselfeldern wegen der dort gemessenen Schwermetallwerte der Anbau von Gemüse verboten. Andernorts wurde in den Böden unterhalb einer Tiefe von 150 cm eine zunehmende Tiefenversauerung festgestellt. 1985 wurde schließlich auch die Nutzung der Rieselfelder in Blankenfelde, Mühlenbeck, Schönerlinde, Buch und Hobrechtsfelde eingestellt. Ende der 1980er Jahre folgten die Felder in Großziethen, Kleinziethen, Waßmannsdorf und Boddinsfelde und 1998 schließlich auch das Rieselfeld von Wansdorf, sodass danach von ehemals 20 Feldern nur noch vier (Gatow, Sputendorf, Großbeeren und Deutsch Wusterhausen) in Betrieb waren und auch diese mit erheblich reduzierten Abwassermengen arbeiteten. Inzwischen sind alle Rieselfelder außer Betrieb. Bis 2010 führten die Berliner Wasserbetriebe noch Elutionsstudien auf einem kleinen Teil des Rieselfeldes Karolinenhöhe in Gatow durch, bei dem Klarwasser aus dem Klärwerk Ruhleben versickert wurde. Da die Schwermetall-Grenzwerte der Bundes-Bodenschutz- und Altlastenverordnung (BBodSchV) von 1999 auf den Rieselfeldern oft um ein Vielfaches überschritten werden, besteht akuter Handlungsbedarf für eine Sanierung. Hierzu wird vor allem Geschiebemergel genutzt, der bei Baumaßnahmen in Berlin anfällt, um damit Schwermetalle zu binden bzw. deren Verlagerung im Boden zu verhindern; zugleich dient der Mergel als Dünger für neu gepflanzte Baumbestände. An die Stelle der eher monotonen Queckensteppe und der kleinteiligen rechtwinkligen Gliederung durch die Rieselstücke treten zunehmend renaturierte Biotope mit größerer Artenvielfalt. Die Rieselfelder im Norden sind dabei Bestandteil des 1999 errichteten Naturparks Barnim, die Felder im Nordosten gehören zum Regionalpark Barnimer Feldmark.